# Frederik Nijsingh

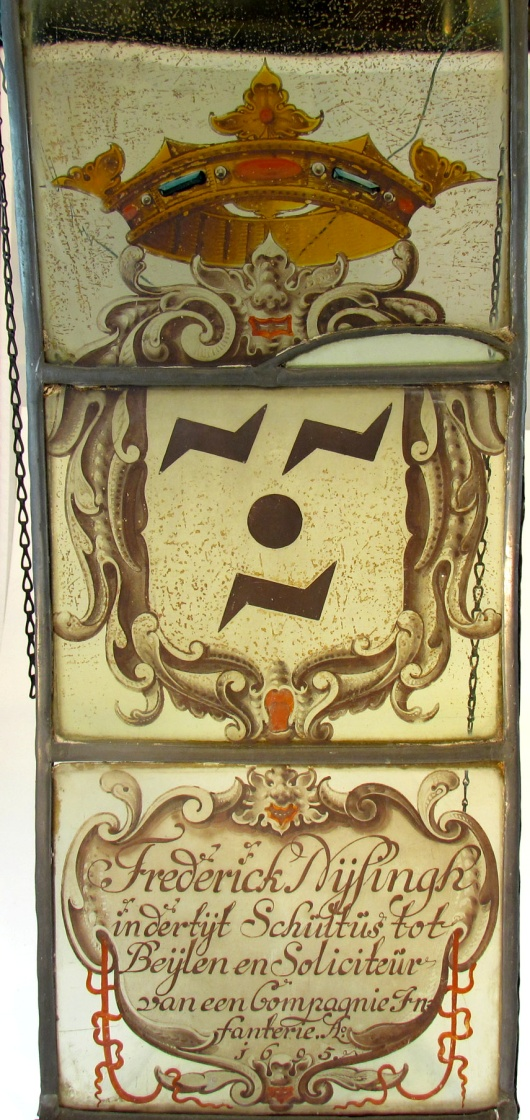
Wapen van F. Nysingh, 1695

Frederik Nijsingh (Westerbork, 3 januari 1657 - 1708) was een Nederlandse schulte.

## Leven en werk
Nijsingh was een zoon van de schulte van Westerbork Albert Nijsingh en Harmtien Homan. Van vaderszijde waren al zijn voorvaders in rechte lijn schulte van Westerbork geweest. Zijn oudst bekende voorvader Luitge Nijsingh werd in 1566 door Eigenerfden en Ridderschap van Drenthe aangesteld tot schulte van Westerbork en in 1575 door Filips II. Zijn oudere broer Luytien volgde in 1681 hun vader op als schulte van Westerbork. 
Nijsingh werd in 1692 door Eigenerfden en Ridderschap van Drenthe gekozen tot schulte van Beilen. Om onduidelijke redenen, want hij was al ruimschoots meerderjarig, werd er eerst een vervanger voor hem benoemd. In april 1694 werd hij door de drost beëdigd. Hij vervulde de functie van schulte van Beilen tot 1708, het jaar van zijn overlijden.
Nijsingh trouwde op 24 april 1697 met Lutgertien Rodengate. Uit dit huwelijk werd een dochter Harmanna geboren. Zij trouwde met haar neef Albert Nijsingh, die in 1725 benoemd werd als schulte van Beilen. Nadat dochter Harmanna en haar man kinderloos waren overleden ontstond er een conflict tussen de families Nijsingh en Rodengate over de verdeling van der erfenis. Dit conflict werd in 1763 beslecht door een uitspraak van de Etstoel, het hoogste Drentse rechtscollege. Het grootste gedeelte van de nalatenschap kwam terecht bij de familie Nijsingh.